# Чехув мост
Чехув мост (чеш. Čechův most) — мост через реку Влтава в Праге. Находится в центральной части города, соединяет площадь Кюри на правом берегу с Набережной Эдварда Бенеша на левом берегу. Длина моста составляет 169 метров, что делает его самым коротким мостом через Влтаву у в Праге. Ширина моста около 16 метров. По мосту проходит двухколейная трамвайная линия.
Чехув мост был построен между 1905 и 1908 годами и в настоящее время является единственным стальным арочным мостом в Праге. Проект архитектора Яна Кула был разработан инженерами Иржи Соукуп, Вацлав Трча и Франтишек Менцл. Через площадь Кюри он соединяется с Парижской улицей, которая была создана в рамках реконструкции еврейского города; согласно первоначальному плану, он должен был быть частью обширной транспортной системы: Мустек — Староместская площадь — Парижская улица — ров или туннель на Летенском склоне.
Влтава в этом месте узкая, и ее быстрое течение ограничивает количество столбов. Это приводит к значительной ровности и размаху арок, а значит, и к используемому материалу. Мост имеет односторонний уклон 2 %, а пролет арок с правого берега увеличивается (47,8 + 53,1 + 59,2 м). По этим причинам каждое из 24 ребер свода имеет разные размеры. Ширина моста 16 метров (из них ширина дороги 10 м).
Чехув мост известен богатым убранством. На вершинах колонн по краям моста стоят 4 бронзовые статуи Ники работы Антонина Поппа. На концах опор моста над водой находятся бронзовые статуи светоносцев с факелами.
До 1940 года мост назывался именем писателя Сватоплука Чеха. В 1940—1945 годах носил имя ботаника Грегора Менделя, с 1945 года называется Чехув мост.

## Галерея

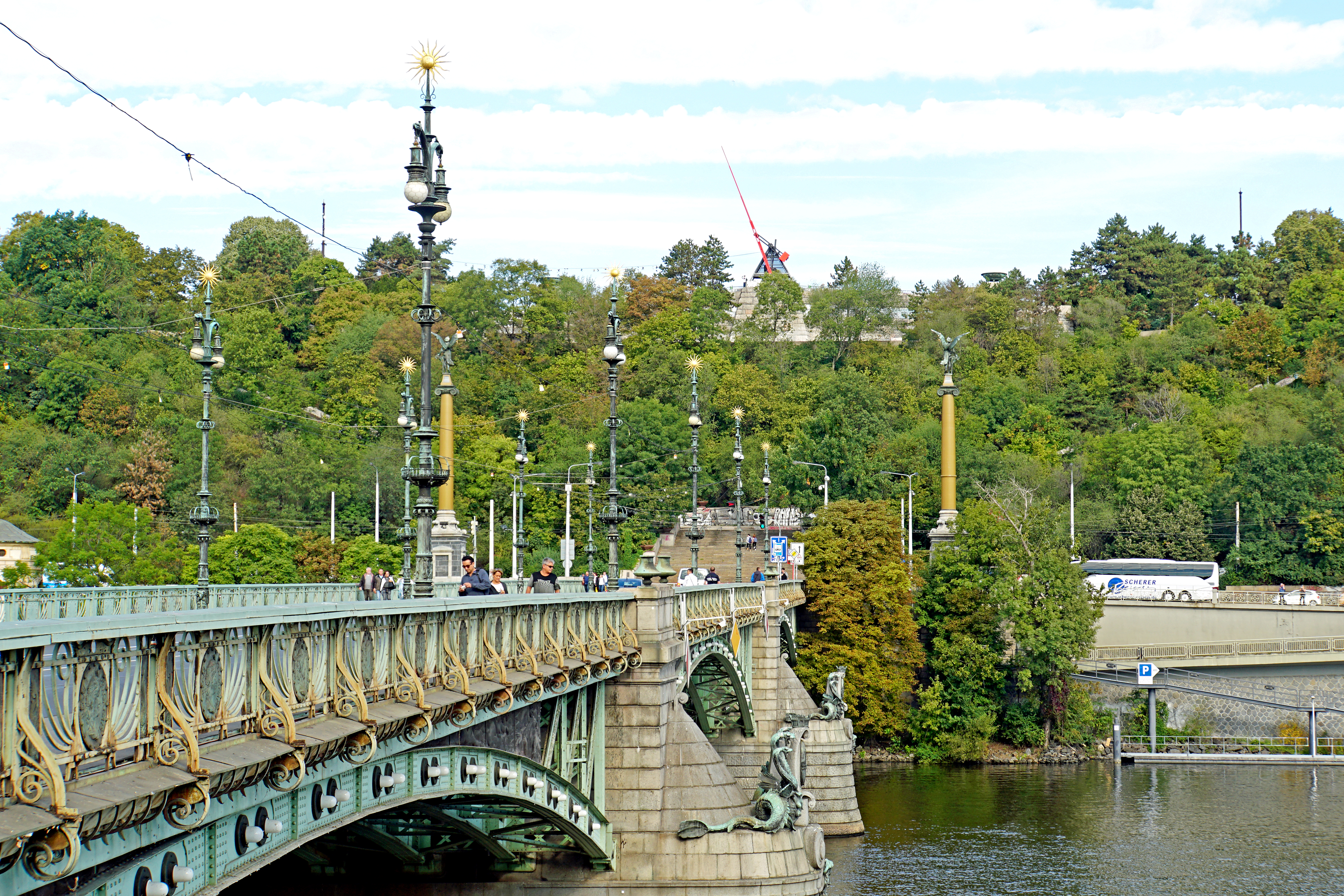
Чехув мост в 2016 году.
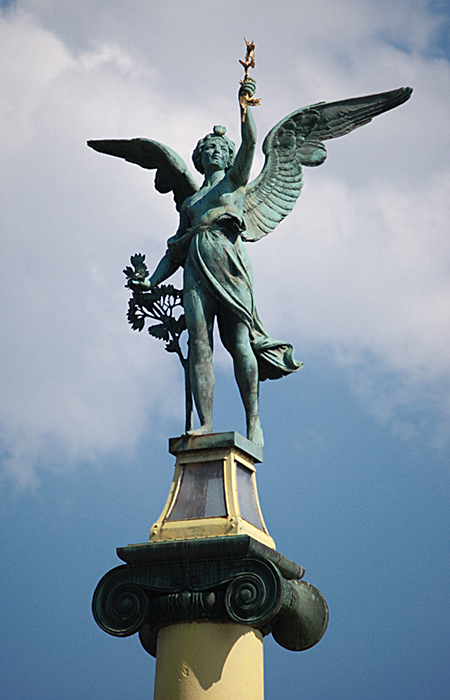
Бронзовая скульптура.
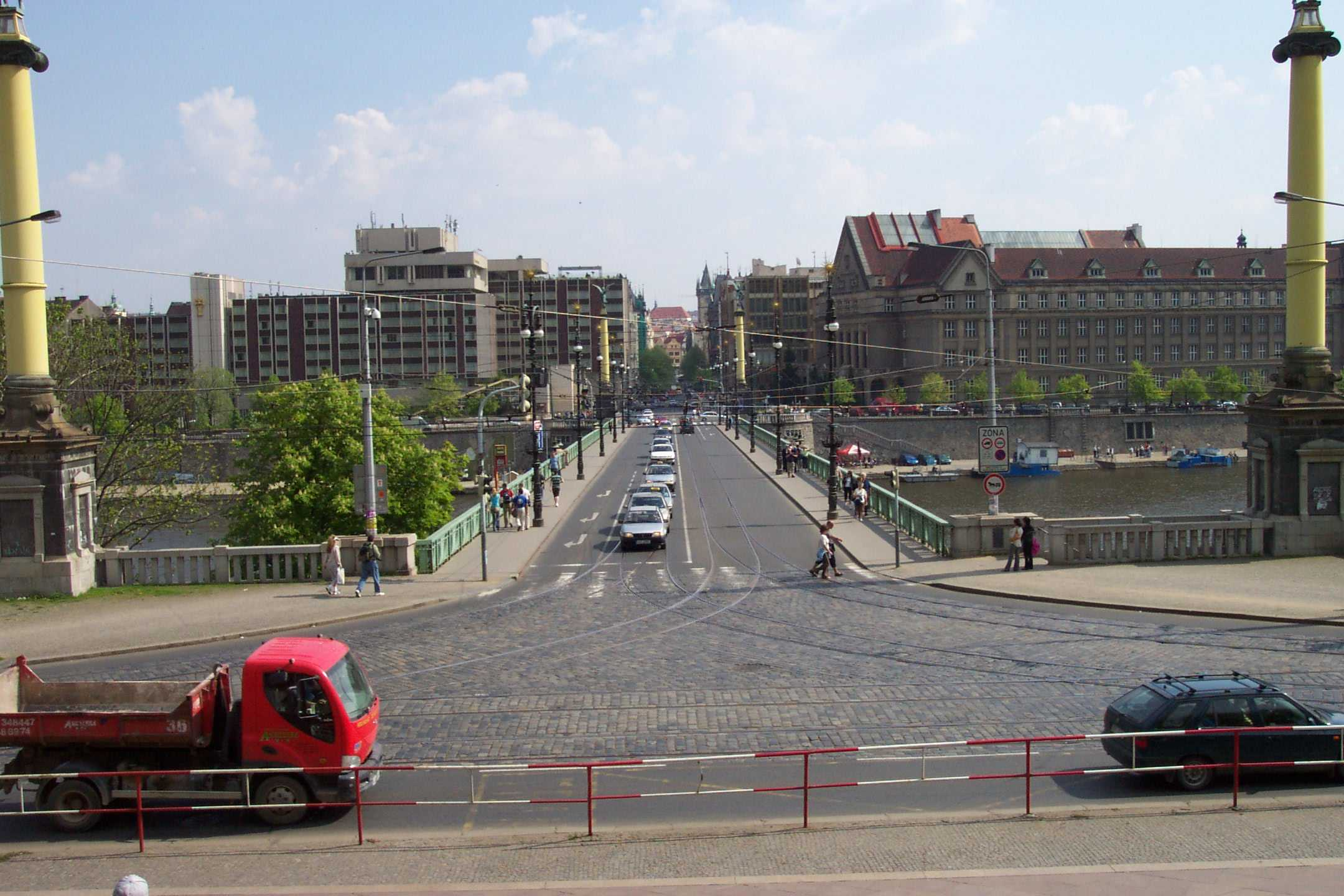
Вид с Летны.